# Vogue (bài hát của Madonna)
"Vogue" là một bài hát của nghệ sĩ thu âm người Mỹ Madonna nằm trong album nhạc phim thứ hai của cô, I'm Breathless (1990). Nó được phát hành như là đĩa đơn đầu tiên trích từ album vào ngày 20 tháng 3 năm 1990 bởi Sire Records. Madonna lấy cảm hứng để tạo nên "Vogue" từ những vũ công của điệu nhảy cùng tên cũng như biên đạo múa Jose Gutierez Xtravaganza và Luis Xtravaganza từ cộng đồng Harlem "House Ball", nguồn gốc của hình thức múa, và họ đã giới thiệu nó với cô tại câu lạc bộ Sound Factory ở thành phố New York. Bài hát sau đó còn xuất hiện trong nhiều album tuyệt phẩm của cô, như The Immaculate Collection (1990) và Celebration (2009).
"Vogue" là một bản dance-pop và house với sự kết hợp của nhạc dance những năm 1990. Tuy nhiên, nó lại chịu ảnh hưởng mạnh mẽ từ nhạc disco của thập niên 1970. Bài hát còn bao gồm một đoạn rap, trong đó nữ ca sĩ liệt kê những tên tuổi nổi tiếng trong kỷ-nguyên-vàng của Hollywood. Nội dung của "Vogue" nói về việc tận hưởng cuộc sống trên sàn nhảy mà không quan tâm vấn đề ai là ai, trong đó hàm chứa chủ đề của sự thoát ly. Sau khi phát hành, nó nhận được những đánh giá tích cực từ các nhà phê bình đương đại, được xem là một trong những nét nổi bật trong sự nghiệp của Madonna. Về mặt thương mại, "Vogue" vẫn được xem là một trong những bản hit lớn nhất trong sự nghiệp của nữ ca sĩ trên thị trường quốc tế, đứng đầu các bảng xếp hạng tại hơn 30 quốc gia, bao gồm Úc, Canada, Nhật Bản, Vương quốc Anh, và Hoa Kỳ. Đây là đĩa đơn bán chạy nhất thế giới năm 1990 với hơn 6 triệu bản và trở thành một trong những đĩa đơn bán chạy nhất mọi thời đại.
Video ca nhạc cho "Vogue" được đạo diễn bởi David Fincher và thực hiện dưới định dạng đen trắng. Nó được lấy cảm hứng từ phong cách của những năm 1920 và 30. Madonna và những vũ công đã sử dụng vũ điệu vogue theo những ý tưởng dàn dựng khác nhau cho phần video. Video đã được liệt kê như là một trong những video xuất sắc nhất mọi thời đại bởi nhiều danh sách phê bình khác nhau và các cuộc thăm dò, cũng như giành được 3 giải thưởng tại Giải Video âm nhạc của MTV năm 1990 trong tổng số 9 đề cử.
Madonna đã biểu diễn "Vogue" trong sáu chuyến lưu diễn trong sự nghiệp của mình, tại lễ trao giải Video âm nhạc của MTV năm 1990, và trong buổi diễn giữa hiệp tại Super Bowl XLVI. Bài hát cũng được hát lại nhiều lần bởi nhiều nghệ sĩ khác nhau, như Chipettes trong album của họ Club Chipmunk: The Dance Mixes; nó cũng xuất hiện trong nhạc phim The Devil Wears Prada, cũng như trong tập phim "The Power of Madonna" của Glee. Nhiều nhạc sĩ và nhà phê bình đã ghi nhận những ảnh hưởng từ video cũng như bài hát trong việc phổ cập nền văn hóa ngầm vào nền văn hóa đại chúng, cũng như cách thức mà nó phát triển thành xu hướng mới, trong đó nhạc dance rất được yêu thích phổ biến rộng rãi.

## Tổng quan
Vào cuối năm 1989, album Like a Prayer của Madonna đã phát hành ba bản hit tại Mỹ - bài hát chủ đề, "Express Yourself" và "Cherish"; một đĩa đơn top 5 tại châu Âu "Dear Jessie" và đĩa đơn top 20 "Oh Father". Với mong muốn rằng đĩa đơn mới nhất "Keep It Together" sẽ gặt hái thành công trên các bảng xếp hạng, Madonna và nhà sản xuất Shep Pettibone quyết định sáng tác thêm một bài hát mới để đặt cạnh "Keep It Together" và thành quả cuối cùng chính là "Vogue", lấy cảm hứng từ những vũ công của điệu nhảy cùng tên, biểu diễn trong các câu lạc bộ đồng tính ngầm ở New York, trong đó họ sử dụng một loạt các vũ đaọ phức tạp bằng tay, những tư thế cơ thể và dáng điệu của các ngôi sao Hollywood yêu thích của họ, cũng như những người mẫu trên tạp chí Vogue.
Sau khi được giới thiệu đến ban điều hành của Warner Bros., họ đã nhận thấy tiềm năng lớn của nó, cho rằng bài hát sẽ vô cùng lãng phí nếu chỉ làm bản nhạc mặt B, và họ muốn "Vogue" sẽ được phát hành làm đĩa đơn. Mặc dù bài hát không liên quan đến bộ phim sắp ra mắt của Madona lúc bấy giờ Dick Tracy, nó vẫn được đưa vào album nhạc phim I'm Breathless, trong đó bao gồm những bài hát trích từ bộ phim hoặc lấy cảm hứng từ đó. Madonna phải thay đổi một số phần lời của nó, vì bài hát được liên kết với bộ phim qua nhạc phim.

## Nội dung bài hát

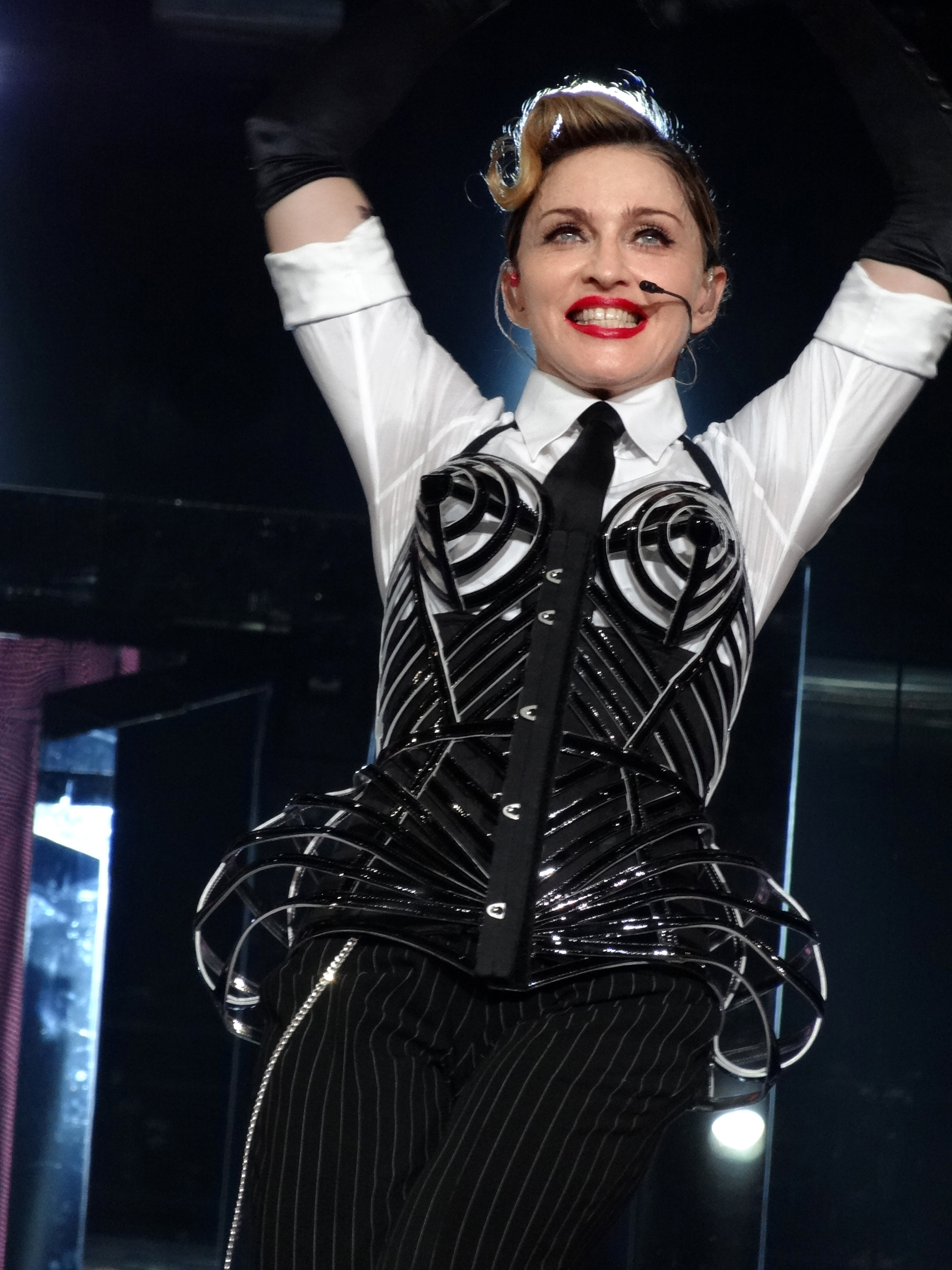
Madonna trình diễn "Vogue" trong chuyến lưu diễn The MDNA Tour (2012), trong trang phục áo ngực hình chóp nón nổi tiếng do cô lăng-xê, thiết kế bởi Jean Paul Gaultier.

"Vogue" là một bản dance-pop kết hợp house với những ảnh hưởng của disco. Nội dung bài hát có chủ đề về sự thoát ly, và nói về cách mọi người có thể tận hưởng khoảng thời gian bên nhau. Trong đoạn cao trào, "Vogue" có một đoạn rap, trong đó Madonna trích dẫn rất nhiều cái tên nổi tiếng từ "kỷ nguyên vàng" của Hollywood.
Phần rap của bài hát đề cập đến cái tên của 16 ngôi sao từ thập niên 1920 đến 1950. Những cái tên được nhắc đến, đó là: Greta Garbo, Marilyn Monroe, Marlene Dietrich, Joe DiMaggio, Marlon Brando, Jimmy Dean, Grace Kelly, Jean Harlow, Gene Kelly, Fred Astaire, Ginger Rogers, Rita Hayworth, Lauren Bacall, Katharine Hepburn, Lana Turner và Bette Davis.
Mười trong số những ngôi sao trên (Davis, Dean, Dietrich, DiMaggio, Garbo, Harlow, Rogers, Turner và 2 Kelly) được hưởng một khoản tiền bản quyền 3,750 đô-la với việc Madonna biểu diễn "Vogue" trong buổi diễn giữa hiệp của Super Bowl XLVI (2012) và những hình ảnh của họ được sử dụng tại đây. Vào thời điểm đó, Bacall là người duy nhất còn sống. Bà qua đời ở tuổi 89 vào năm 2014.

## Diễn biến thương mại
Sau khi phát hành, "Vogue" đạt vị trí số một tại hơn 30 quốc gia toàn cầu, trở thành bản hit lớn nhất của Madonna lúc bấy giờ. Đây cũng là đĩa đơn bán chạy nhất thế giới năm 1990 với doanh số hơn 2 triệu bản, và đã bán được hơn 6 triệu bản tính đến nay. Tại Mỹ, với một lượng yêu cầu lớn trên sóng phát thanh cũng như sức tiêu thụ thương mại mạnh nhờ vào sự phổ biến của video âm nhạc, "Vogue" xuất hiện trên Billboard Hot 100 ở vị trí thứ 39, vào tháng 4 năm 1990. Bài hát nhanh chóng chiếm lấy ngôi vị quán quân trong tuần thứ 6, thay thế cho "Nothing Compares 2 U" của Sinéad O'Connor đã giữ thứ hạng này trong 4 tuần. Bài hát cũng đạt hạng nhất trên Hot Dance Club Play trong 2 tuần. Ngày 28 tháng 6 năm 1990, "Vogue" đã được chứng nhận 2 đĩa bạch kim bởi Hiệp hội Công nghiệp ghi âm Mỹ (RIAA) với việc đạt lượng tiêu thụ 2 triệu bản trên khắp Hoa Kỳ. Đến nay, nó vẫn bán chạy đĩa đơn bản cứng bán chạy nhất của Madonna tại đây. "Vogue" cũng bán được thêm 311.000 lượt tải nhạc số, theo Nielsen SoundScan, kể từ khi hình thức này xuất hiện từ năm 2005.
"Vogue" cũng gắt hái nhiều thành công lớn ở thị trường châu Âu, với việc đứng đầu Eurochart Hot 100 Singles trong 8 tuần liên tiếp. Ở Vương quốc Anh, bài hát đánh bại "The Power" của Snap! khỏi vị trí số một và trụ lại trong 4 tuần, tiếp tục xu hướng những bản nhạc club/pop liên tục nắm giữ hạng nhất. Theo The Official Charts Company, ca khúc này đã bán được 505.000 bản và là đĩa đơn bán chạy thứ 11 của cô tại Anh. Được phát hành như là một đĩa đơn mặt A đôi với "Keep It Together", "Vogue" đứng đầu bảng xếp hạng Kent Music Report của Úc trong 5 tuần.

## Giải thưởng và đề cử
| Năm  | Giải thưởng                                     | Hạng mục                             | Kết quả   |
| ---- | ----------------------------------------------- | ------------------------------------ | --------- |
| 1990 | Giải Video âm nhạc của MTV                      | Video của năm                        | Đề cử     |
| 1990 | Giải Video âm nhạc của MTV                      | Video xuất sắc nhất của nữ ca sĩ     | Đề cử     |
| 1990 | Giải Video âm nhạc của MTV                      | Video Dance xuất sắc nhất            | Đề cử     |
| 1990 | Giải Video âm nhạc của MTV                      | Đạo diễn xuất sắc nhất               | Đoạt giải |
| 1990 | Giải Video âm nhạc của MTV                      | Vũ đạo xuất sắc nhất                 | Đề cử     |
| 1990 | Giải Video âm nhạc của MTV                      | Chỉ đạo nghệ thuật xuất sắc nhất     | Đề cử     |
| 1990 | Giải Video âm nhạc của MTV                      | Biên tập xuất sắc nhất               | Đoạt giải |
| 1990 | Giải Video âm nhạc của MTV                      | Kĩ thuật quay phim xuất sắc nhất     | Đoạt giải |
| 1990 | Giải Video âm nhạc của MTV                      | Bình chọn của người xem              | Đề cử     |
| 1990 | Giải thưởng Bình chọn của bạn đọc Rolling Stone | Đĩa đơn hay nhất                     | Đoạt giải |
| 1990 | Giải thưởng Bình chọn của bạn đọc Rolling Stone | Video hay nhất                       | Đoạt giải |
| 1991 | Giải thưởng Âm nhạc Mỹ                          | Đĩa đơn Dance được yêu thích nhất    | Đoạt giải |
| 1991 | Giải thưởng Âm nhạc Mỹ                          | Đĩa đơn Pop/Rock được yêu thích nhất | Đề cử     |
| 1991 | Giải thưởng Juno                                | Đĩa đơn quốc tế xuất sắc nhất        | Đoạt giải |

## Danh sách track và định dạng
| Đĩa đơn 7", cassette tại Mỹ / CD 3" tại Nhật (5439-19863-7/4 / WPDP-6227) 1. "Vogue" (bản đĩa đơn) – 4:19 2. "Vogue" (Bette Davis Dub) – 7:26 Đĩa đơn 7", Cassette tại Vương quốc Anh/Châu Âu (W9851, W9851C) 1. "Vogue" (bản đĩa đơn) – 4:19 2. "Keep It Together" (bản đĩa đơn remix) – 4:31 Đĩa đơn CD maxi tại Mỹ (7599-21513-2) 1. "Vogue" (bản đĩa đơn) – 4:19 2. "Vogue" (bản 12") – 8:25 3. "Vogue" (Bette Davis Dub) – 7:26 4. "Vogue" (Strike-A-Pose Dub) – 7:36 Đĩa đơn 12" maxi tại Mỹ (7599-21513-0) 1. "Vogue" (bản 12") – 8:25 2. "Vogue" (Bette Davis Dub) – 7:26 3. "Vogue" (Strike-A-Pose Dub) – 7:36 | Đĩa đơn CD, 12", đĩa hình 12" tại Vương quốc Anh / Đĩa đơn CD, 12" tại châu Âu (W9851CD, W9851T, W9851TP / 7599-21525-2/0) 1. "Vogue" (bản 12") – 8:25 2. "Keep It Together" (bản 12" remix) – 7:50 Đĩa đơn 12" giới hạng với poster with X-Rated (W9851TX, 7599-21544-0) 1. "Vogue" (bản 12") – 8:25 2. "Vogue" (Strike-A-Pose Dub) – 7:36 CD EP tại Nhật (WPCP-3698) 1. "Vogue" (bản 12") – 8:25 2. "Vogue" (Bette Davis Dub) – 7:26 3. "Vogue" (Strike-A-Pose Dub) – 7:36 4. "Hanky Panky" (Bare Bottom bản 12" Mix) – 6:36 5. "Hanky Panky" (Bare Bones bản đĩa đơn Mix) - 3:52 6. "More" (bản album) - 4:58 |

## Xếp hạng
| Bảng xếp hạng (1990)                     | Vị trí cao nhất |
| ---------------------------------------- | --------------- |
| Úc (ARIA)                                | 1               |
| Áo (Ö3 Austria Top 40)                   | 7               |
| Bỉ (Ultratop 50 Flanders)                | 2               |
| Canada (RPM)                             | 1               |
| Canada Dance/Urban (RPM)                 | 1               |
| Châu Âu (European Hot 100 Singles)       | 1               |
| Phần Lan (Suomen virallinen lista)       | 1               |
| Pháp (SNEP)                              | 9               |
| Đức (Official German Charts)             | 4               |
| Ireland (IRMA)                           | 2               |
| Ý (FIMI)                                 | 1               |
| Hà Lan (Dutch Top 40)                    | 2               |
| Hà Lan (Single Top 100)                  | 2               |
| New Zealand (Recorded Music NZ)          | 1               |
| Na Uy (VG-lista)                         | 1               |
| Tây Ban Nha (PROMUSICAE)                 | 1               |
| Thụy Điển (Sverigetopplistan)            | 1               |
| Thụy Sĩ (Schweizer Hitparade)            | 2               |
| Anh Quốc (OCC)                           | 1               |
| Hoa Kỳ Billboard Hot 100                 | 1               |
| Hoa Kỳ Dance Club Songs (Billboard)      | 1               |
| Hoa Kỳ Hot R&B/Hip-Hop Songs (Billboard) | 16              |

| Bảng xếp hạng (1990)                 | Vị trí |
| ------------------------------------ | ------ |
| Australia (ARIA)                     | 3      |
| Belgium (Ultratop 50 Flanders)       | 17     |
| Canada Top Singles (RPM)             | 4      |
| Canada Dance/Urban (RPM)             | 1      |
| Denmark (Tracklisten)                | 21     |
| Germany (Official German Charts)     | 19     |
| Italy (Hit Parade)                   | 5      |
| Netherlands (Dutch Top 40)           | 33     |
| Netherlands (Single Top 100)         | 22     |
| New Zealand (Recorded Music NZ)      | 3      |
| Norway Spring Period (VG-lista)      | 2      |
| Switzerland (Schweizer Hitparade)    | 12     |
| UK Singles (Official Charts Company) | 8      |
| US Billboard Hot 100                 | 5      |
| US Hot Dance Club Songs (Billboard)  | 12     |

| Bảng xếp hạng (1990–1999) | Vị trí |
| ------------------------- | ------ |
| US Billboard Hot 100      | 93     |

## Chứng nhận
| Quốc gia                                                                           | Chứng nhận  | Số đơn vị/doanh số chứng nhận |
| ---------------------------------------------------------------------------------- | ----------- | ----------------------------- |
| Úc (ARIA)                                                                          | 2× Bạch kim | 140.000^                      |
| Brasil (Pro-Música Brasil)                                                         | Vàng        | 100,000*                      |
| Canada (Music Canada)                                                              | Bạch kim    | 100,000^                      |
| Pháp (SNEP)                                                                        | Bạc         | 220,000                       |
| New Zealand (RMNZ)                                                                 | Vàng        | 5.000*                        |
| Anh Quốc (BPI)                                                                     | Vàng        | 530,600                       |
| Hoa Kỳ (RIAA)                                                                      | 2× Bạch kim | 2.000.000^                    |
| Nhạc số                                                                            |             |                               |
| Hoa Kỳ (RIAA)                                                                      |             | 311,000                       |
| * Chứng nhận dựa theo doanh số tiêu thụ. ^ Chứng nhận dựa theo doanh số nhập hàng. |             |                               |